# Oxytropis rosea
Oxytropis rosea är en ärtväxtart som beskrevs av Aleksandr Andrejevitj Bunge. Oxytropis rosea ingår i släktet klovedlar, och familjen ärtväxter. Inga underarter finns listade i Catalogue of Life.